# Речное (Есильский район)
Речное (каз. Речное) — село в Есильском районе Акмолинской области Казахстана. Входит в состав Каракольского сельского округа. Код КАТО — 114863200.

## География
Село расположено в 30 км на юго-запад от районного центра города Есиль, в 10 км на северо-восток от центра сельского округа — села Караколь.

## Население
В 1989 году население села составляло 920 человек (из них русских 36%, украинцев 24%).
В 1999 году население села составляло 684 человека (333 мужчины и 351 женщина). По данным переписи 2009 года, в селе проживали 284 человека (133 мужчины и 151 женщина).
| Динамика численности населения | Динамика численности населения | Динамика численности населения |
| 1989                           | 1999                           | 2009                           |
| ------------------------------ | ------------------------------ | ------------------------------ |
| 920                            | ↘684                           | ↘284                           |